# ウフテ
ウフテ (ドイツ語: Uchte) は、ドイツ連邦共和国ニーダーザクセン州のニーンブルク/ヴェーザー郡に属すフレッケン（フレッケンとは、古くから市場開催権など一定の自治権を認められた町村。以下、本項では便宜上「町」と記述する）である。

## 地理

### 位置
ウフテはデュンマー自然公園とシュタインフーダー・メーア自然公園の間のグローセス・モーア沿いに位置する。ズーリンゲンとミンデンとのほぼ中間にあたり、ノルトライン＝ヴェストファーレン州との州境領域に近い。この町はディーペナウ、ウフテ、ラッデストルフ、ヴァルムゼンで構成するザムトゲマインデ・ウフテの行政本部所在地である。ダルラーテン、ヘーフェン、ホイジングハウゼン、ローホーフ、ヴォルトリングハウゼンといった集落がこの町に属す。

## 歴史
ホーヤ伯は1259年にミンデン司教領との国境の城としてウフテを建設した。1582年のホーヤ伯断絶後、この管理区域はヘッセン＝カッセル方伯領となった。1814年のウィーン会議でウフテ管区はハノーファー王国に編入された。
近年、ウフテ湿地での泥炭採掘の際に発見された2650年前の屍体「ウフテ湿地の少女」で知られている。

## 行政

### 議会
ウフテの町議会は18議席からなる。

### 首長
町長はユルゲン・ジーファース (SPD) である。

### 姉妹自治体
- Sourdeval（フランス、マンシュ県）1992年
- Ząbkowice Śląskie（ポーランド、ドルヌィ・シロンスク県）2005年

## 経済と社会資本

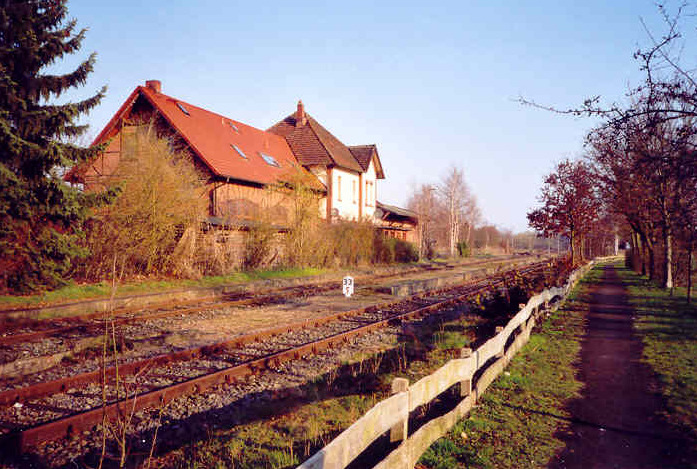
旧ラーデン駅。現在は保存鉄道の鉄道が発着するだけである。

### 交通
この町は連邦道B61号線（ブレーメンからルール地方）およびB441号線（ウフテからハノーファー）沿いに位置している。
夏期には、旧ラーデン - ニーンブルク線のラーデンまでの区間を保存鉄道の列車が運行されている。

## 引用
1. ↑  Landesamt für Statistik Niedersachsen, LSN-Online Regionaldatenbank, Tabelle A100001G: Fortschreibung des Bevölkerungsstandes, Stand 31. Dezember 2023